# Турин (Айова)
Турин (англ. Turin) — місто (англ. city) в США, в окрузі Монона штату Айова. Населення — 72 особи (2020).

## Географія
Турин розташований за координатами 42°1′15″ пн. ш. 95°57′58″ зх. д. / 42.02083° пн. ш. 95.96611° зх. д. (42.020857, -95.966024).  За даними Бюро перепису населення США в 2010 році місто мало площу 0,23 км², уся площа — суходіл.

## Демографія
Згідно з переписом 2010 року, у місті мешкало 68 осіб у 33 домогосподарствах у складі 19 родин. Густота населення становила 295 осіб/км².  Було 38 помешкань (165/км²).
Расовий склад населення:
| - 97,1 % — білих - 2,9 % — чорних або афроамериканців |

До двох чи більше рас належало 0,0 %. Частка іспаномовних становила 0,0 % від усіх жителів.
За віковим діапазоном населення розподілялося таким чином: 19,1 % — особи молодші 18 років, 51,5 % — особи у віці 18—64 років, 29,4 % — особи у віці 65 років та старші. Медіана віку мешканця становила 52,5 року. На 100 осіб жіночої статі у місті припадало 119,4 чоловіків;  на 100 жінок у віці від 18 років та старших — 96,4 чоловіків також старших 18 років.
За межею бідності перебувало 5,4 % осіб, у тому числі 5,4 % дітей у віці до 18 років та 7,7 % осіб у віці 65 років та старших.
Цивільне працевлаштоване населення становило 45 осіб. Основні галузі зайнятості: роздрібна торгівля — 22,2 %, освіта, охорона здоров'я та соціальна допомога — 22,2 %, транспорт — 15,6 %, будівництво — 13,3 %.